# Dusona wyomingensis
Dusona wyomingensis là một loài tò vò trong họ Ichneumonidae.